# Partyalarm – Finger weg von meiner Tochter
Partyalarm – Finger weg von meiner Tochter ist eine Filmkomödie aus dem Jahr 2003. Der Regisseur David Zucker übernahm die Regie und in den Hauptrollen sind Ashton Kutcher und Tara Reid. Der Film wurde von Dimension Films im August 2003 veröffentlicht und erspielte 15.550.605 US-Dollar in den Vereinigten Staaten.

## Handlung
Tom Stansfield ist Rechercheur bei einem Verlag und kann keinem Menschen eine Bitte abschlagen. Er schwärmt schon lange von der Tochter seines Chefs, Lisa Taylor. Als diese zu einer Party will, fragt sie Tom, ob er nicht Zeit hätte. Als Tom im Haus seines Chefs ankommt, erfährt er, dass er eigentlich auf O.J., die flugunfähige Eule ihres Vaters Jack, aufpassen soll. Dieser erklärt Tom, wie man die Eule füttert und dass sein Sohn per einstweiliger Verfügung das Haus nicht betreten darf, jedoch trifft Tom schon nach kurzer Zeit auf Red, nachdem sein Vater abgereist ist. Dieser erklärt ihm, dass, wenn ein Mann an der Tür klingelt, er ihm einen Beutel geben soll. Als es an der Tür klingelt, steht Audrey vor der Tür, die an diesem Tag wegen Tom gefeuert wurde.
Im Laufe des Abends kommen immer mehr Gestalten in das Haus und O.J. schafft es wieder zu fliegen, nachdem er aus einer Toilette trinkt, in der Red ein Päckchen Kokain heruntergespült hat. Als Lisa zeitiger nach Hause kommt, da ihr Freund Hans sie betrogen hat, erzählt sie Tom viel von sich, da sie denkt, dass er schwul ist. Später erscheint Hans bei Lisa zu Hause und redet mit Tom. Zwischenzeitlich versuchen Audrey und der Rest, den weggeflogenen O.J. einzufangen. Am Ende kommt Toms Chef zeitiger nach Hause und er muss ihn vom Flughafen abholen, während die anderen im Haus aufräumen. Auf dem Weg nach Hause wird Tom von O.J. gesehen und angegriffen, bis dieser ins Auto fliegt. Nachdem sich die ganze Situation aufgelöst hat, kommen Tom und Lisa zusammen und Jack versetzt Hans, der bei ihm angestellt ist, nach Asien.

## Kritiken
„Missglückte Komödie mit viel Slapstick, die durch ihr ebenso gekünsteltes wie konstruiertes Katastrophen-Szenario bereits nach kurzer Zeit auf die Nerven geht.“

## Auszeichnungen (Auswahl)
Der Film war 2004 in drei Kategorien für die Goldene Himbeere nominiert, so unter anderem Ashton Kutcher als schlechtester Darsteller.